# Teza
Teza (gr. θέσις [thésis] – ’umieszczenie, rozmieszczenie, złożenie, kompozycja’, od τίθημι [títhēmi] – ’umieścić, położyć, kłaść, postawić’) – twierdzenie, dla którego przedstawia się uzasadnienie. W ujęciu matematycznym jest to część twierdzenia, którą należy udowodnić, opierając się na przyjętym założeniu. 
Teza jako pojęcie filozoficzne odwołujące się do dialektyki Hegla oznacza pierwszy element triady heglowskiej, czyli pierwszy etap cyklu rozwojowego (obok antytezy i syntezy).
Tezy wyróżnia się na podstawie reguł dedukcyjnych. 

## Wybrane tezy rachunku zdań
1. {\displaystyle p\iff p} – zasada tożsamości
2. {\displaystyle p\iff \sim \sim p} – zasada podwójnego przeczenia
3. {\displaystyle \sim (p\,\land \,\sim p)} – zasada sprzeczności
4. {\displaystyle (p\,\lor \,\sim p)} – zasada wyłączonego środka

Tezy występują też w języku polskim.